# مايكل هيل (لاعب كرة قدم أمريكية)
مايكل هيل (بالإنجليزية: Michael Hill)‏ هو لاعب كرة قدم أمريكية أمريكي، ولد في 14 مايو 1989 في سانت جوزيف في الولايات المتحدة.

## وصلات خارجية
- مايكل هيل على موقع مرجع كرة القدم المحترفة.كوم (الإنجليزية)